# 라디오쇼 정치시그널
《채널A 라디오쇼 정치시그널》은 대한민국 채널A 유튜브 채널에서 월요일 ~ 목요일 아침 8시에 방송되는 채널A의 유튜브 시사 토크쇼 프로그램이다.

## 개요
2023년 9월 4일 첫방송된 채널A의 유튜브 정치 · 시사 토크쇼 프로그램.

## 진행자
- 노은지 채널A 부장

## 구성
- 인터뷰

## 같이 보기
- 채널A